# Doris Miller
Doris "Dorie" Miller (Waco, 12 oktober 1919 - Gilberteilanden, 24 november 1943) was een Amerikaans marinekok in de United States Navy. Hij werd onderscheiden met het Navy Cross voor zijn dapperheid tijdens de aanval op Pearl Harbor op 7 december 1941. Hiermee was hij de eerste Afro-Amerikaan die deze onderscheiding, op dat moment na de Medal of Honor en Navy Distinguished Service Medal de hoogste onderscheiding binnen de Amerikaanse marine, kreeg.

## Jeugd en opleiding
Miller werd op 12 oktober 1919 in Waco, Texas, geboren als zoon van Connery en Henrietta Miller. Hij was de derde van vier zonen en hielp in zijn jeugd met het huishouden op de boerderij van het gezin. Miller was een goede student en fullback van het footballteam van de school waar hij op zat, de A.J. Moore Academy. Toen hij 18 was, zou hij voor de tweede maal moeten blijven zitten. Hierop ging hij van school en vulde zijn tijd met rondhangen op straat met een .22-pistool. Hij volgde een opleiding taxidermie op afstand en werd afgewezen voor het Civilian Conservation Corps. Op dat moment was hij 1,91 m lang en woog meer dan 91 kg.
Miller werkte op de boerderij van zijn vader tot vlak voor zijn twintigste verjaardag. Op 16 september 1939 nam hij dienst bij de marine, waar hij hofmeester der derde klasse werd, een van de weinige rangen die openstond voor zwarte Amerikanen. Na zijn opleiding op de marinebasis in Norfolk, ging hij in eerste instantie aan de slag op het munitieschip Pyro, maar op 2 januari 1940 werd hij overgeplaatst naar het slagschip West Virginia, waar hij kok werd. In juli van dat jaar werkte hij tijdelijk op de Nevada, maar hij kwam in augustus terug naar zijn oude schip en werd daar bevorderd tot scheepskok der derde klasse.
Millers bijnaam Dorie bleek oorspronkelijk een typefout te zijn. Nadat hij bekendheid kreeg vanwege zijn acties op 7 december 1941, bracht de Pittsburgh Courier op 14 maart 1942 een verhaal naar buiten waarin hij gerefereerd werd als Dorie Miller. Sindsdien wordt gesuggereerd dat dit een bijnaam was "voor scheepsmaten en vrienden".

## Carrière

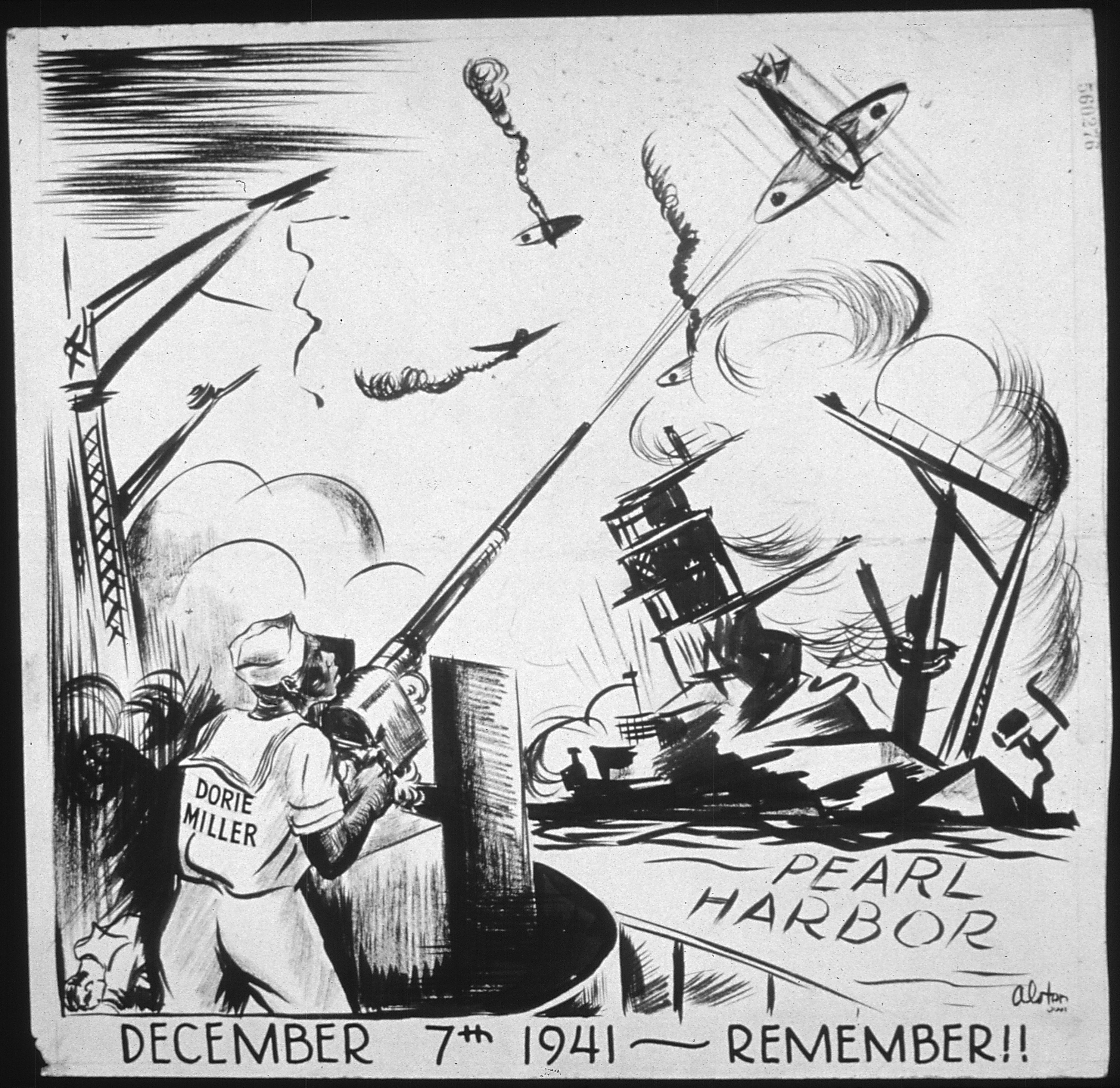
Illustratie van Miller die het schip beschermt tegen inkomende vliegtuigen.

### Aanval op Pearl Harbor
Op 7 december 1941 werd Miller rond 6 uur 's ochtends wakker. Nadat hij het ontbijt had geserveerd, was hij de was aan het verzamelen toen om 07:57 de eerste van vijf torpedo's, afgeschoten van het Japanse vliegdekschip Akagi, de West Virginia raakte. Miller ging naar zijn oorlogspost, een anti-luchtdoelinstallatie in de midscheeps, maar kwam er daar achter dat die was vernietigd door de torpedo.
In plaats daarvan ging hij naar Times Square, een centrale ontmoetingsplek in het schip, waar hij zich meldde voor een vervangende opdracht. Miller werd opgemerkt door luitenant ter zee der eerste klasse Doir C. Johnson, de verbindingsofficier van het schip, die hem als gespierde matroos de opdracht gaf te helpen met het verplaatsen van de commandant van het schip, kapitein ter zee Mervyn Bennion, die op de brug in zijn buik gewond was geraakt door rondvliegende scherven. Miller en een andere marineman kregen het niet voor elkaar de commandant van de brug te halen, maar verplaatsten hem daarom naar een minder blootgestelde positie op de brug. De commandant weigerde zijn post te verlaten en gaf, aan de hand van informatie die officieren met hem deelden, verschillende orders.
Luitenant Frederic H. White gaf Miller en luitenant ter zee der derde klasse Victor Delano de opdracht tot dan twee onbemande Browning .50-machinegeweren te bezetten. Miller had geen ervaring met dit geweer, maar White en Delano legden dit aan hem uit. Miller had beide heren bediend als hofmeester en kende ze beiden goed. Delano verwachtte dat Miller de munitie voor een geweer zou laden, maar toen hij even niet oplette bezette Miller zelf een van de geweren.
Miller vuurde tot zijn munitie op was en werd daarna door luitenant Claude V. Rickets opgedragen om samen met twee anderen de commandant van de brug te slepen, waar veel rook stond vanwege de branden op het schip. Commandant Bennion was op dat moment nog maar deels bij bewustzijn en stierf vlak daarna. Japanse vliegtuigen dropten twee bommen op het dek van het schip en lanceerden twee 460 mm-torpedo's richting haar bakboordzijde. Toen de aanval voorbij was, droeg luitenant White Miller op om te helpen met het verplaatsen van gewonde marinemensen uit de olie en het water richting het tussendek, waarbij hij "ongevraagd het leven van een aantal mensen heeft gered die anders overleden zouden zijn."
Het schip raakte zwaar beschadigd door de bommen, torpedo's en daaropvolgende explosies en branden, waardoor het uiteindelijk zonk. De bemanning weerhield het schip van kapseizen door tegenoverliggende compartimenten onder te laten lopen, waardoor het gecontroleerd zonk. Miller kon samen met anderen van het schip af komen.

### Onderscheiden

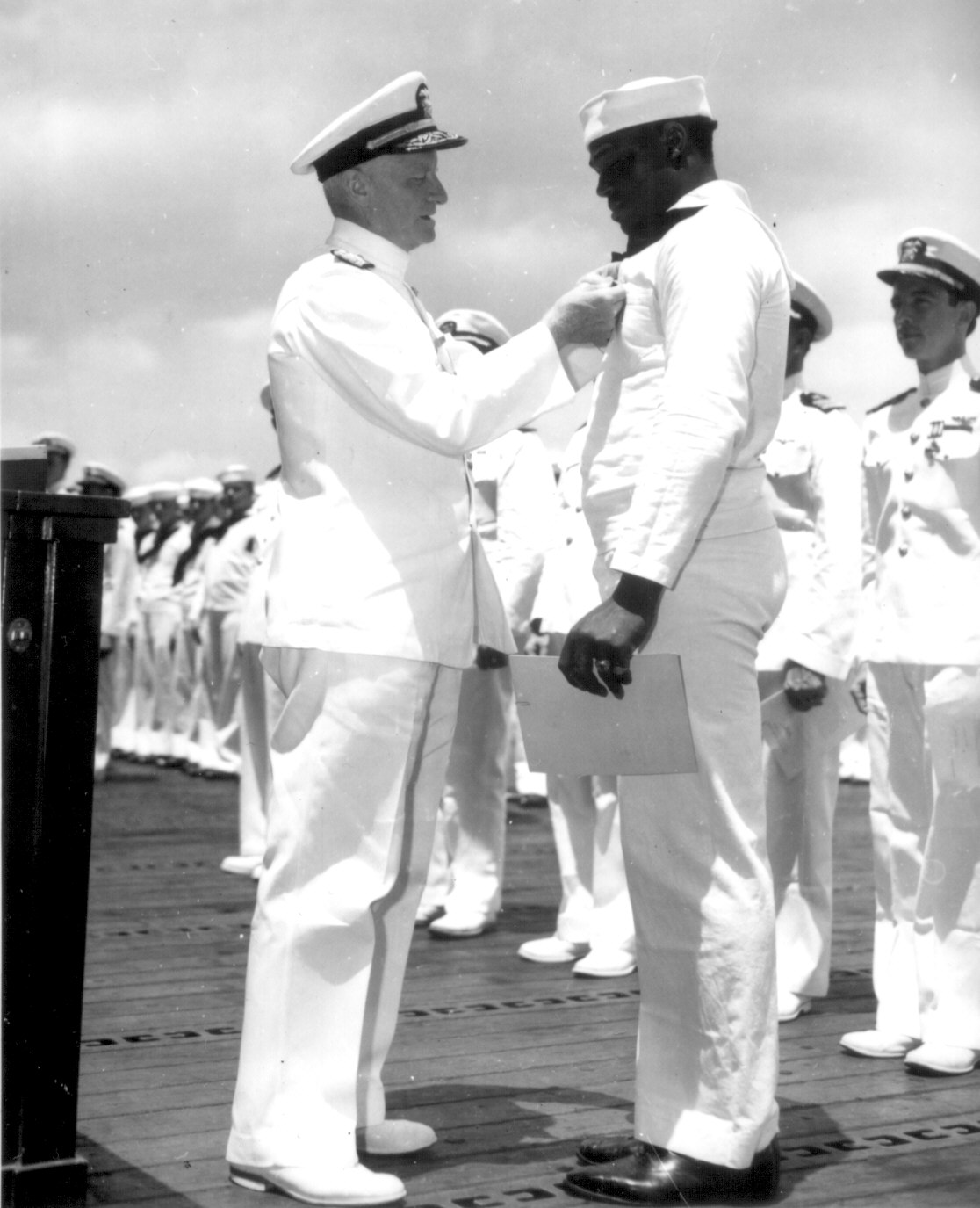
Miller krijgt de onderscheiding uit handen van admiraal Chester Nimitz op 27 mei 1942.

Op 15 december werd Miller overgeplaatst naar de Indianapolis. Op 1 januari 1942 publiceerde de marine een lijst met mensen die zich uitzonderlijk hadden gedragen tijdens de aanval, waarop Miller als niet bij naam genoemde zwarte stond. De National Association for the Advancement of Colored People vroeg president Franklin D. Roosevelt hem de Navy Distinguished Service Medal toe te kennen, op dat moment de op een na hoogste onderscheiding binnen de marine. De Navy Board of Awards kreeg een aanbeveling om de marineman een onderscheiding toe te kennen. Op 12 maart maakt dr. Lawrence D. Reddick, na correspondentie met de US Navy, bekend dat de onbekende marineman Doris Miller blijkt te zijn. De dag erna dient senator James M. Mead een verzoek in om Miller de Medal of Honor toe te kennen, hoewel hij op dat moment nog niet weet op grond waarvan Miller wordt voorgedragen voor een onderscheiding. Vier dagen daarna dient senator John D. Dingell, sr. eenzelfde verzoek in. Op 21 maart initieert de Pittsburgh Courier een petitie om Miller naar de United States Naval Academy te sturen.
Miller werd "een van de eerste helden van de Tweede Wereldoorlog" genoemd en kreeg op 1 april 1942 een bedankbrief van minister voor marine Frank Knox. Een dag later werden Millers acties gedramatiseerd in een uitzending van CBS Radio. Op 10 mei weigerde Knox de toekenning van de Medal of Honor, een beslissing die op weerstand stuitte van onder andere de National Negro Congress. Op 11 mei kende president Roosevelt hem het Navy Cross toe.
Op 27 mei kreeg Miller uit handen van admiraal Chester Nimitz, admiraal van de Pacific Fleet de Navy Cross uitgereikt aan boord van de Enterprise. Het besluit om hem deze onderscheiding toe te kennen was als volgt:
For distinguished devotion to duty, extraordinary courage and disregard for his own personal safety during the attack on the Fleet in Pearl Harbor, Territory of Hawaii, by Japanese forces on December 7, 1941. While at the side of his Captain on the bridge, Miller, despite enemy strafing and bombing and in the face of a serious fire, assisted in moving his Captain, who had been mortally wounded, to a place of greater safety, and later manned and operated a machine gun directed at enemy Japanese attacking aircraft until ordered to leave the bridge.
Nederlands: Voor onderscheiden toewijding en plichtsbesef, buitengewone moed en met gevaar voor eigen leven tijdens de aanval op de Vloot in Pearl Harbor, Hawaii, door Japanse troepen op 7 december 1941. Ondanks vijandelijk vuur en bombardementen en het gevaar van een ernstige brand, hielp Miller met het verplaatsen van zijn commandant, die dodelijk gewond raakte, naar een veiligere plaats en bemande hij later een machinegeweer waarmee hij direct vuur uitbracht op aanvallende Japanse vliegtuigen, tot hem werd opgedragen de brug te verlaten.

### Latere inzet in de Tweede Wereldoorlog

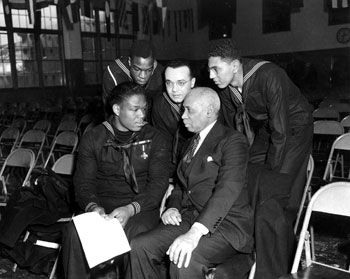
Miller spreekt met leerlingen van de Great Lakes Naval Training Station.

Miller werd op 1 juni 1942 bevorderd tot hofmeester der eerste klasse. Op 27 juni riep de Pittsburgh Courier op om Miller naar het vasteland te sturen om, in navolging van blanke oorlogshelden, een toer te maken om zijn ervaringen over de oorlog te delen. Op 23 november keerde Miller terug naar Pearl Harbor en startte een dergelijke toer, waarbij hij in december 1942 en januari 1943 presentaties gaf in Oakland, zijn thuisplaats Waco en Dallas en aan de eerste klas van geslaagde Afro-Amerikaanse marinemensen van de Great Lakes Naval Training Station in Chicago.
Miller werd opgeroepen om zich op 15 mei 1943 te melden op de Puget Sound Naval Shipyard. Hij werd op 1 juni bevorderd tot onderofficier (kok der derde klasse)  en werd geplaatst op de Liscome Bay.

## Overlijden

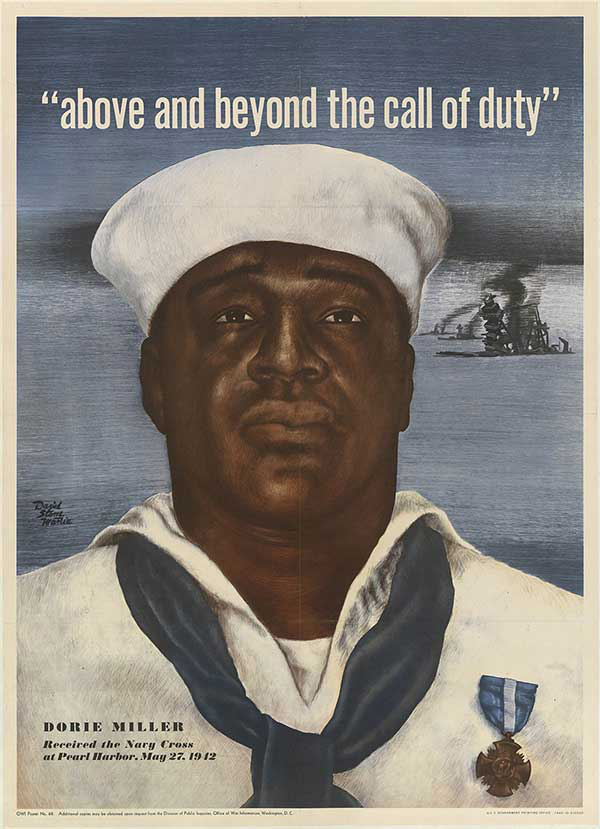
Een wervingsposter van de US Navy uit 1943.

De Liscome Bay nam na een training deel aan de Slag om Makin, die startte op 20 november 1943. Op 24 november werd het schip in de achtersteven getroffen door een torpedo van een Japanse onderzeeboot. Het vliegtuigbommagazijn explodeerde, waardoor het schip binnen enkele minuten zonk. Van de bemanning van 900 personen overleefden 272 mensen de ramp, maar Miller overleed. Samen met twee derde van de bemanning, kreeg hij de status "waarschijnlijk overleden". Op 7 december 1943, twee jaar na zijn acties in Pearl Harbor, werden zijn ouders geïnformeerd over het feit dat hij missing in action was.
Op 30 april 1944 werd een herdenkingsdienst gehouden in Waco. Op 28 mei werd op zijn oude school, de Moore Academy, een herdenkingssteen onthuld. Op 25 november 1944 maakte minister voor marine James Forrestal publiekelijk bekend dat werd aangenomen dat Miller was overleden.

## Nagedachtenis
Miller werd tijdens en na de Tweede Wereldoorlog beschouwd en zijn naam en beeltenis werden onder andere gebruikt voor wervingsposters van de United States Navy. Verschillende scholen en winkelcentra in de Verenigde Staten werden naar hem vernoemd, net als het marineschip USS Miller (FF-1091).
In 2001 werd zijn persoon geportretteerd in de speelfilm Pearl Harbor, waarin Cuba Gooding jr. de rol van Miller speelde.
In 2010 prijkte Millers beeltenis op een van vier speciaal uitgegeven postzegels met onderscheiden marinemensen.
Een nieuw te bouwen vliegdekschip USS Doris Miller(CVN-81) zal ook zijn naam gaan dragen.